# Tour de Cologne 2014
La 98e édition du Tour de Cologne aura lieu le 21 avril 2014. La course fait partie du calendrier UCI Europe Tour 2014 en catégorie 1.1.

## Présentation

### Équipes
Classé en catégorie 1.1 de l'UCI Europe Tour, le Tour de Cologne est par conséquent ouvert aux UCI ProTeams dans la limite de 50 % des équipes participantes, aux équipes continentales professionnelles, aux équipes continentales et aux équipes nationales.
| Nom de l'équipe | Pays     | Code |
| --------------- | -------- | ---- |
| Belkin          | Pays-Bas | BEL  |

| Nom de l'équipe      | Pays           | Code |
| -------------------- | -------------- | ---- |
| CCC Polsat Polkowice | Pologne        | CCC  |
| MTN-Qhubeka          | Afrique du Sud | MTN  |
| NetApp-Endura        | Allemagne      | NTE  |
| Wanty-Groupe Gobert  | Belgique       | WGG  |

| Nom de l'équipe              | Pays      | Code |
| ---------------------------- | --------- | ---- |
| Équipe nationale d'Allemagne | Allemagne | GER  |

| Nom de l'équipe           | Pays        | Code |
| ------------------------- | ----------- | ---- |
| ActiveJet                 | Pologne     | AJT  |
| Adria Mobil               | Slovénie    | ADR  |
| An Post-ChainReaction     | Irlande     | SKT  |
| Bike Aid-Ride for help    | Allemagne   | BAI  |
| Christina Watches-Kuma    | Danemark    | CTO  |
| Etixx                     | Tchéquie    | ETI  |
| Giant-Shimano Development | Suède       | GID  |
| Heizomat                  | Allemagne   | THF  |
| Kuota                     | Allemagne   | TKG  |
| LKT Brandenburg           | Allemagne   | LKT  |
| MLP Bergstrasse           | Allemagne   | TBJ  |
| Rad-net Rose              | Allemagne   | RNR  |
| Riwal                     | Danemark    | VPC  |
| Stölting                  | Allemagne   | STG  |
| Stutggart                 | Allemagne   | SGT  |
| Synergy Baku Project      | Azerbaïdjan | BCP  |
| Tirol                     | Autriche    | TIR  |
| Veranclassic-Doltcini     | Belgique    | VER  |
| Vorarlberg                | Autriche    | VBG  |

## Classement final
|    | Coureur                | Équipe                 |    | Temps           |
| -- | ---------------------- | ---------------------- | -- | --------------- |
| 1  | Sam Bennett            | NetApp-Endura          | en | 4 h 39 min 28 s |
| 2  | Barry Markus           | Belkin                 | +  | m.t             |
| 3  | Gerald Ciolek          | MTN-Qhubeka            |    | m.t             |
| 4  | Enrico Rossi           | Christina Watches-Kuma |    | m.t             |
| 5  | Asbjørn Kragh Andersen | Christina Watches-Kuma |    | m.t             |
| 6  | Alexander Krieger      | Stuttgart              |    | m.t             |
| 7  | Willi Willwohl         | LKT Brandenburg        |    | m.t             |
| 8  | Martin Weiss           | Tirol                  |    | m.t             |
| 9  | Stefan Schäfer         | LKT Brandenburg        |    | m.t             |
| 10 | Jan-Niklas Droste      | Heizomat               |    | m.t             |

## Liste des participants
- Liste de départ complète